# 맨투맨 (드라마)
《맨투맨》는 2017년 4월 21일부터 2017년 6월 10일까지 방송된 JTBC 금토 드라마이다.

## 줄거리
초특급 한류스타 여운광의 경호를 맡게 된 국정원 고스트 요원 김설우와 그를 둘러싼 수많은 숨은 맨(Man)들의 활약을 그린 드라마.

## 등장 인물

### 주요 인물
- 박해진 : 김설우 역
- 박성웅 : 여운광 역
- 김민정 : 차도하 역
- 연정훈 : 모승재 역
- 채정안 : 송미은 역
- 정만식 : 이동현 역

### 차도하의 주변 인물
- 김병세 : 차명석 역
- 김보미 : 박송이 역

### 모승재의 주변 인물
- 김현진 : 장비서 역
- 전국환 : 모병도 역 (특별출연)

### 송미은의 주변 인물
- 이민호 : 모재영 역

### 국정원
- 장현성 : 장태호 차장 역
- 강신일 : 임석훈 국정원장 역 (특별출연)

### 츄잉엔터
- 이시언 : 지세훈 대표 역
- 오희준 : 양상식 팀장 역
- 한지선 : 최설아 코디 역
- 이아진 : 손정혜 분장 역

### 백사단
- 천호진 : 백인수 의원 역
- 태인호 : 서기철 역
- 문재원 : 용재민 팀장 역

### 주변 인물
- 데이비드 맥기니스 : 페트로프 역 (특별출연)
- 오나라 : 샤론 킴 역
- 신주아 : 피은수 역
- 이준혁 : 이혁준 감독 역 (특별출연)
- 미상 : 유경수 감독 역

### 그 외 인물
- 맹상훈
- 정현석
- 홍서준
- 이윤상
- 조완기
- 최교식
- 설창희
- 주영호
- 문경태
- 강우
- 김익태
- 허선행
- 정명준
- 주성환
- 서윤석
- 이설구
- 홍주환
- 공민규
- 정동규
- 임정옥
- 박진수
- 남진선
- 김희대
- 박선임 : 여자 고스트 역
- 나광훈
- 임수진
- 김상일
- 이상홍
- 함진성 : 국정원 팀원 역
- 김인우
- 조정문
- 강정구
- 이희석
- 이주석
- 당현석
- 이준희
- 강충훈
- 강현정
- 장태민
- 서혜진
- 정병호
- 강문경
- 유병선
- 강성철
- 유상재 : 검찰수사관 역
- 오승찬
- 전찬우
- 박희태
- 손종학 : 박이사 역
- 권오진
- 이도엽 : 최PD 역
- 김오복
- 장병표
- 정태야
- 이태검
- 윤현찬
- 권혁수
- 윤종원
- 강인서

### 특별출연
- 최일구
- 진선규
- 임지규
- 빽가
- 윤서현
- 송민교
- 송중기 : 김호철 역
- 남궁민 : 남규만 역
- 이재용 : 미카엘 신부 역
- 백수련
- 김여진
- 곽경택
- 김민영

## 시청률
최저 시청률과 최고 시청률은 시청률 조사회사와 지역별로 시청률에 차이가 있을 수 있습니다.
| 2017년 | 2017년   | 2017년     | 2017년      |
| 회차   | 방송일   | AGB 시청률 | TNmS 시청률 |
| ------ | -------- | ---------- | ----------- |
| 제1회  | 4월 21일 | 4.055%     | 3.6%        |
| 제2회  | 4월 22일 | 4.074%     | 4.1%        |
| 제3회  | 4월 28일 | 2.527%     | 2.4%        |
| 제4회  | 4월 29일 | 3.462%     | 3.0%        |
| 제5회  | 5월 5일  | 3.229%     | 2.4%        |
| 제6회  | 5월 6일  | 2.452%     | 2.8%        |
| 제7회  | 5월 12일 | 3.289%     | 3.7%        |
| 제8회  | 5월 13일 | 4.028%     | 3.7%        |
| 제9회  | 5월 19일 | 2.988%     | 2.5%        |
| 제10회 | 5월 20일 | 2.356%     | 3.0%        |
| 제11회 | 5월 26일 | 2.828%     | 2.9%        |
| 제12회 | 5월 27일 | 3.290%     | 3.0%        |
| 제13회 | 6월 2일  | 2.498%     | 2.5%        |
| 제14회 | 6월 3일  | 3.092%     | 3.4%        |
| 제15회 | 6월 9일  | 2.601%     | 2.8%        |
| 제16회 | 6월 10일 | 4.022%     | 3.9%        |

## 같이 보기
- 대한민국의 텔레비전 드라마 목록 (ㅁ)
- 2017년 대한민국의 텔레비전 드라마 목록